# 汤原反日游击队
汤原反日游击队，汤原反日游击总队，简称汤原游击队，是中共汤原中心县委在九一八事变后组建的一支抗日游击队，后发展成为东北抗日联军第六军。

## 背景
1920年代初，国际农产品价格上涨。黑龙江省督军吴俊升为发财，于1924年在松花江和梧桐河交汇处的汤原县福兴村创办“福丰稻田公司”，并大量招募朝鲜农民种植水稻。1927年，朝鲜共产党派李春满、金利万等人到福兴村开展革命工作，并创办了“萝兴小学”。李春满等人还组建了“反帝同盟”、“农民协会”等群众革命团体。:117-118
1928年春，中共派崔庸健到三江地区开展革命工作。他在福兴村创办了“松东模范学校”，后又举办了两期军政培训班，先后培养出裴治云、李仁根、金正国、马德山、徐光海等干部。1929年，他根据中共满洲省委指示和共产国际“一国一党”精神，吸收李春满等朝鲜共产党员转入中共党籍。同年冬，他在鹤立镇组建中共汤原县委（1931年升格为汤原中心县委）。李春满、裴治云等人先后担任县委书记。:119-120:258
1931年九一八事变后，中共中央在同年9月22日发表了《关于日本帝国主义强占满洲的决议》，号召“反抗日本帝国主义的侵略”。1932年3月，中共满洲省委起草了《抗日救国武装人民群众进行游击战争》的文件。

## 历史
1932年4月，中共汤原中心县委开始着手组建抗日武装队。同年秋，中共满洲省委派冯仲云来汤原指导组建游击队的工作。1932年10月，由40名中共党团员组成的中国工农红军第三十三军汤原游击中队（简称“汤原游击队”）在汤原城北半截河子成立。李福臣任中队长，赵华瑞任支部书记，李云健任参谋长。中队下设3个小队，戴鸿宾、颜庆林、孙盘铁分任3个小队长。通过号召大家捐款，县委购置了10余支枪。由于缺乏经验，游击队当时的枪支被集中藏在一个队员的家里，结果被来村抢劫财物的土匪发现、劫走。:258-259:204-205:152-154
1933年1月，中共汤原中心县委重新购置枪支，在鹤立北七号屯重建汤原游击队。老杨任队长，李云健任参谋长，王永江任党代表，戴鸿宾任小队长。为便于与其它抗日山林队联合抗日，游击队对外报号“仁合”，对内则称“汤原反日游击队”。游击队当时收编了“九江”、“老来好”和孙玉钢等抗日山林队。由于“九江”和孙玉钢屡次违反纪律欺压老百姓，王永江为整顿纪律，处死了“九江”和孙玉钢两人。同年6月，“老来好”与“九江”和孙玉钢的几个部下为报复，趁游击队熟睡之时将党代表王永江、委员裴锡哲（裴成春的弟弟）、机枪手老韩杀害，后劫走全部枪支，带原来的队员逃跑。其余队员很多也散失。:260:205:155-156
1933年10月，中共汤原中心县委13名委员中的12人在开会期间被日军逮捕后被活埋，只有当时在外执行任务的县委委员、县团委书记夏云杰幸免遇难。此后，夏云杰开始担负领导汤原游击队的职责。同年底，夏云杰率队与潜伏在黄花岗自卫团的团县委书记于永顺里应外合，缴获了十余只枪，再次重建了汤原反日游击队。徐振江代理队长（很快又改为宋瀛洲任队长），戴鸿宾任副队长，李云健任参谋长，张兴德任党支部书记，队员有30余人。1934年10月，汤原游击队在西北沟亮子河扩编为汤原反日游击总队，夏云杰任政委，戴鸿宾任总队长，李云健任参谋长，队伍扩大到150多人。1936年1月30日，汤原反日游击总队扩编为东北人民革命军第六军，同年9月改编为东北抗日联军第六军。:261-262:206-207:161-162